# Stary cmentarz żydowski w Opocznie
Stary cmentarz żydowski w Opocznie – cmentarz został założony w 1646 i znajdował się w bezpośrednim sąsiedztwie synagogi (ul. Janasa w Opocznie).
W okresie PRL na jego miejscu wybudowano Bazę Polskiej Komunikacji Samochodowej.